# Ecotropica
Ecotropica — оглядовий міжнародний науковий журнал European Society for Tropical Ecology, GTOE. Перший номер журналу вийшов у світ в 1995 р., індексується за Імпакт-фактором з 2011 р. Публікується двічі на рік.
«Ecotropica» охоплює всі аспекти  тропічної екології. Статті відбивають результати оригінальних наукових досліджень (статті і короткі повідомлення) або огляди важливих польових досліджень з тропічної екології.
Нині відповідальним редактором журналу є Marco Tschapka, що з University of Ulm (Німеччина). Однією з попередніх редакторів була Елізабет Калько (Elisabeth Kalko).

## Ресурси Інтернету
- Ecotropica, an international journal of tropical ecology
- European Society for Tropical Ecology

1. 1 2  The ISSN portal — Paris: ISSN International Centre, 2005. — ISSN 0949-3026